# Галиче
Галиче (болг. Галиче) — село в Болгарии. Находится в Врачанской области, входит в общину Бяла-Слатина. Население составляет 1 985 человек.

## Политическая ситуация
Должность кмета (старосты) исполняет Страхил Стоянов (ГЕРБ).